# Cornelia Jönsson

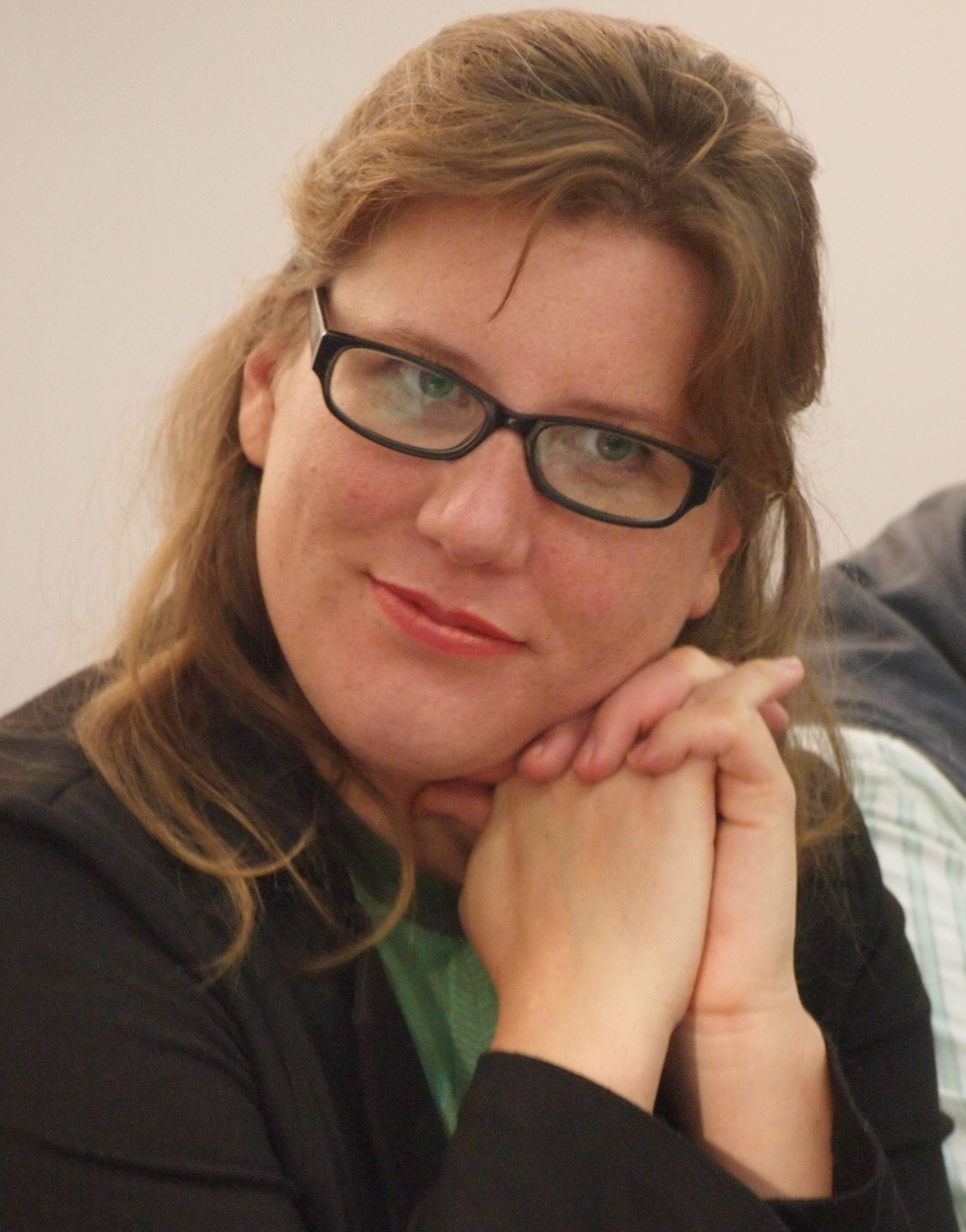
Cornelia Jönsson auf Frankfurter Buchmesse 2014

Cornelia Jönsson (* 7. Juli 1980 in Lörrach) ist eine deutsche Schriftstellerin und Therapeutin.

## Leben und Wirken
Jönsson studierte Theaterwissenschaften, Philosophie und Psychologie in Wien und Berlin. Sie hat als Assistentin, Dramaturgin und Autorin an verschiedenen Theatern gearbeitet. Sie lebt heute in Berlin und arbeitet dort als Schriftstellerin. Im Jahr 2007 erhielt sie für ihre Kurzgeschichte Besuch bei der Großmutter den zweiten Preis des Walter-Kempowski-Literaturpreises der Hamburger Autorenvereinigung.

## Werke (Auswahl)
- Cornelia Jönsson: Der Sprung ins weiße Blatt. In: Schreibratgeber. Autorenhaus-Verlag, Berlin 2017, ISBN 978-3-86671-144-0, S. 220.
- Cornelia Jönsson: Spieler wie wir. Anais, Berlin 2008, ISBN 978-3-89602-548-7.
- Cornelia Jönsson: 111 Gründe, SM zu lieben: Eine Verführung zur schmerzlichen Hingabe. Schwarzkopf & Schwarzkopf, 2008, ISBN 978-3-89602-863-1.
- Cornelia Jönsson: Spieler unter sich. Anais, 2009, ISBN 978-3-89602-563-0.
- Cornelia Jönsson: Lust auf Schmerz: 33 Frauen erzählen, wie sie ihren Sadomasochismus entdeckten. Schwarzkopf & Schwarzkopf, 2009, ISBN 978-3-89602-909-6.
- Cornelia Jönsson: 111 Gründe, offen zu lieben - Ein Loblied auf offene Beziehungen, Polyamorie und die Freundschaft. Schwarzkopf & Schwarzkopf, 2010, ISBN 978-3-89602-964-5.
- Cornelia Jönsson: Spieler für immer. Anais, 2011, ISBN 978-3-89602-568-5.
- Cornelia Jönsson: Fischfang. 1. Auflage. Konkursbuchverlag, Tübingen 2013, ISBN 978-3-88769-788-4.